# Fuerte La Planchada
El Fuerte La Planchada es un fuerte chileno ubicado en la playa de Penco, en la comuna de Penco, provincia de Concepción. Fue construido en 1687 y desde 1977 es considerado Monumento nacional de Chile, en la categoría de Monumento Histórico.

## Historia

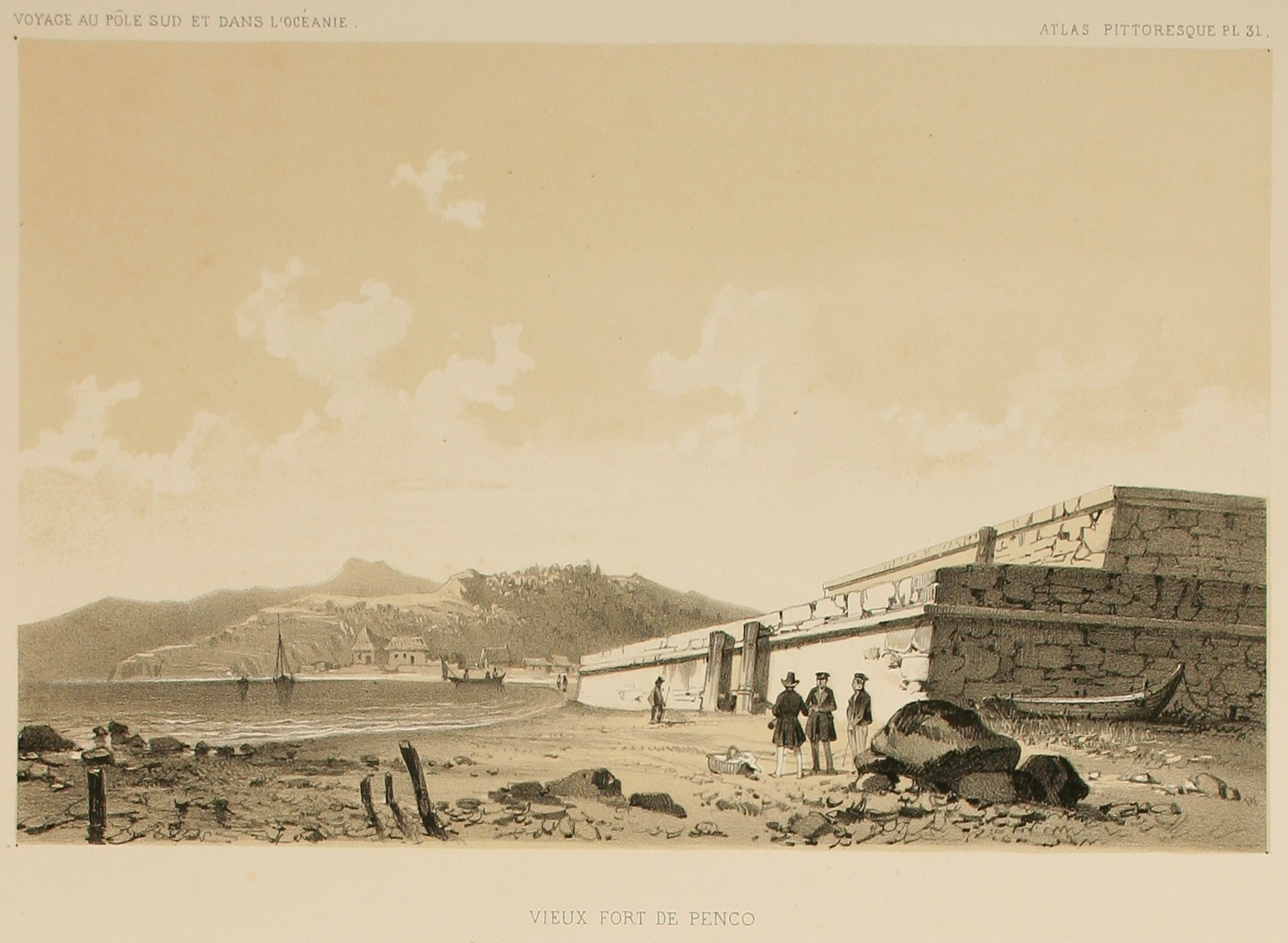
Ilustración del fuerte en 1846.

El gobernador de Chile José de Garro viendo las constantes incursiones de corsarios en las costas chilenas, lo hacen temer de una invasión. Por este motivo ordenó construir dos fortalezas, una en Valparaíso y otra en Concepción (Penco). Ambas fueron construidas en piedra. La primera se construyó en el actual Cerro Cordillera y se denominó "Castillo San José". La segunda, se llamó "Fuerte de Castillo", posteriormente conocida como "La Planchada".
Estas son las primeras fortificaciones construidas en Chile con vista al mar, ya que hasta esa fecha, las fortificaciones sólo tenían como objetivo protegerse de los indígenas, y se construían por lo general en las riberas de los ríos. 
El constructor del fuerte, fue el Maestre de Campo Jerónimo de Quiroga. Lo construyó sobre una antigua empalizada de los inicios de la colonia. Si bien el lugar no fue muy apropiado estratégicamente, ya que no contaba con el dominio de la altura como el fuerte ubicado en Valparaíso, se escogió ese lugar por el suministro de agua que asegura el río que pasa por su costado y desemboca en la playa.
Según el historiador Carlos Oliver Schneider y avalado en parte por Frezier, el escudo español fue puesto mucho después. Lo más probable es que originalmente el escudo original adornara el acceso del Palacio de Gobernador o casa del Gobernador. 
Durante la independencia, entre los años 1814 y 1817, las fuerzas realistas lo utilizaron como cárcel para arrestar insurgentes, entre ellas estuvo doña Gertrudis Serrano de Freire, madre del Presidente Ramón Freire, por colaborar activamente por la causa de los Patriotas. Posteriormente fue usado por un tiempo como cuartel policial. 
El 26 de octubre de 1977 es declarado Monumento Histórico Nacional. En los años ochenta el fuerte, la fachada y el escudo de España fueron restaurados.
Actualmente la preservación del fuerte depende de la municipalidad de Penco.

## Características

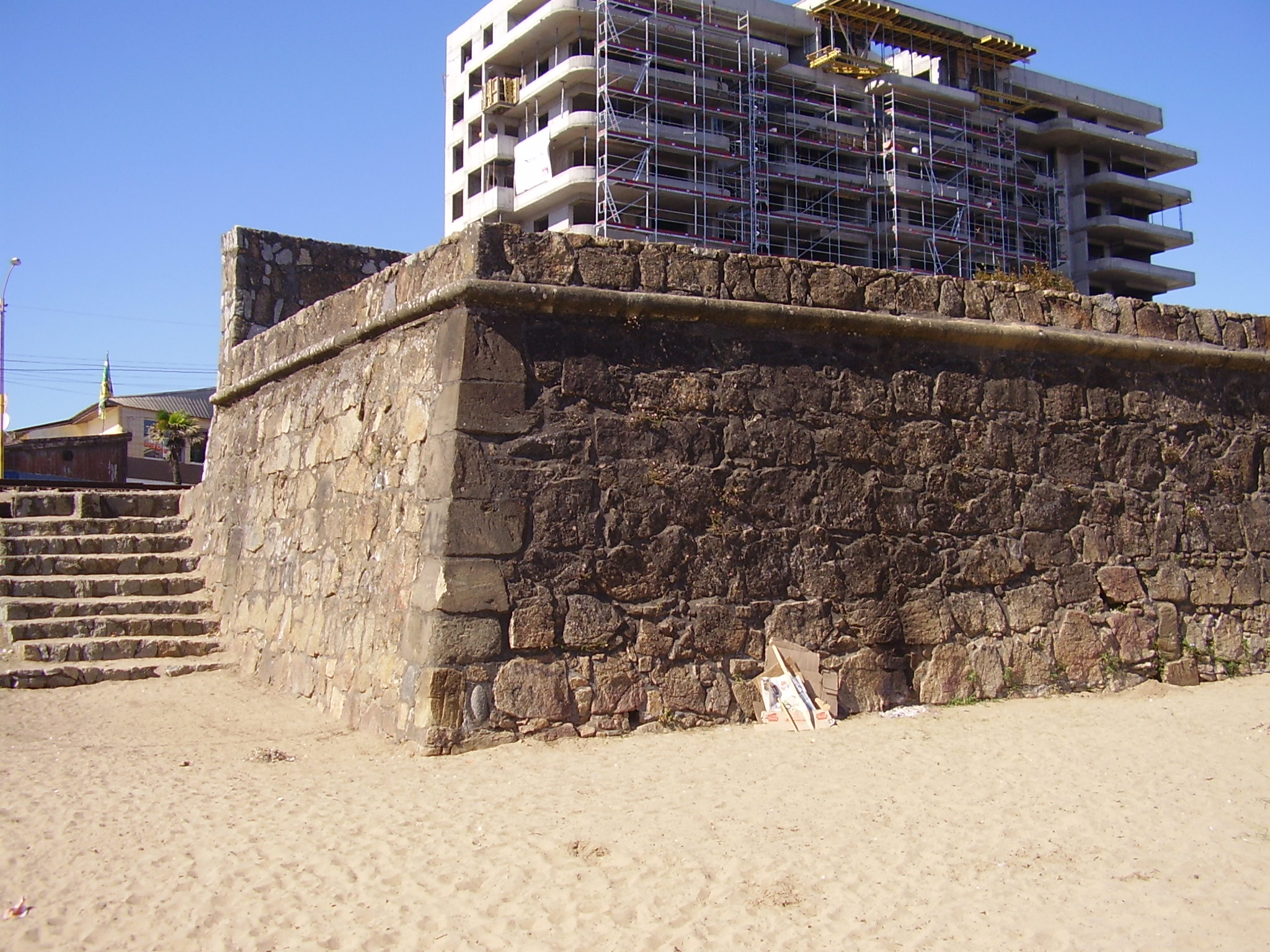
El Fuerte y la Playa de Penco.

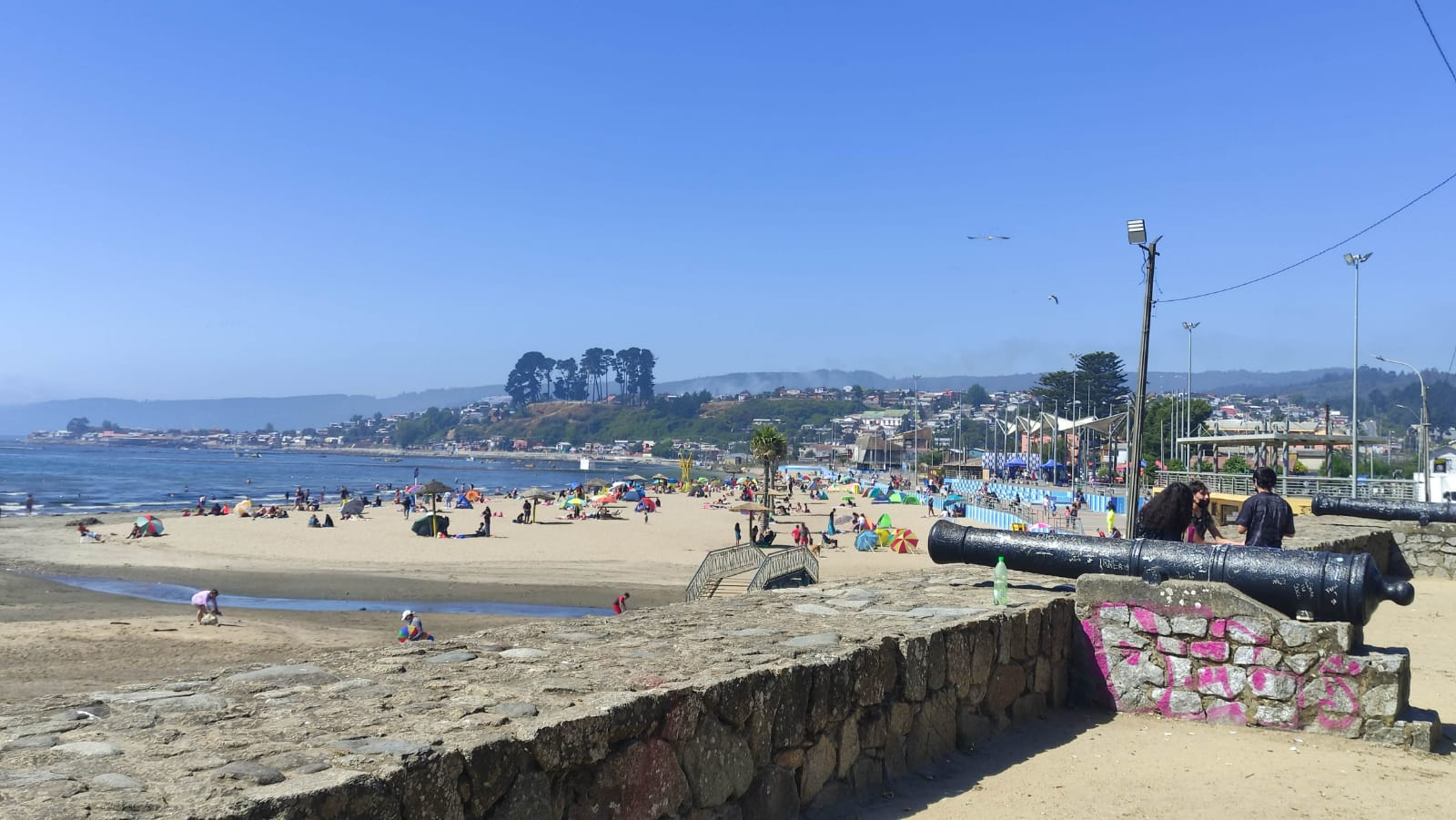
La Playa de Penco vista desde el fuerte

El fuerte fue construido en piedra y tenía 65 metros de largo. En el pretil de defensa grabaron las armas de José de Garro y se agregó posteriormente el escudo sencillo de España (cuartelado Castilla y León), bajo el cual se puede todavía leer el lema «Plus ultra», que originalmente era del Palacio del Gobernador Chile que estaba en la ciudad.
Actualmente solo se conservan el murallón central, algunos pocos cañones y el escudo de armas, así como la inscripción del año de fundación del fuerte.

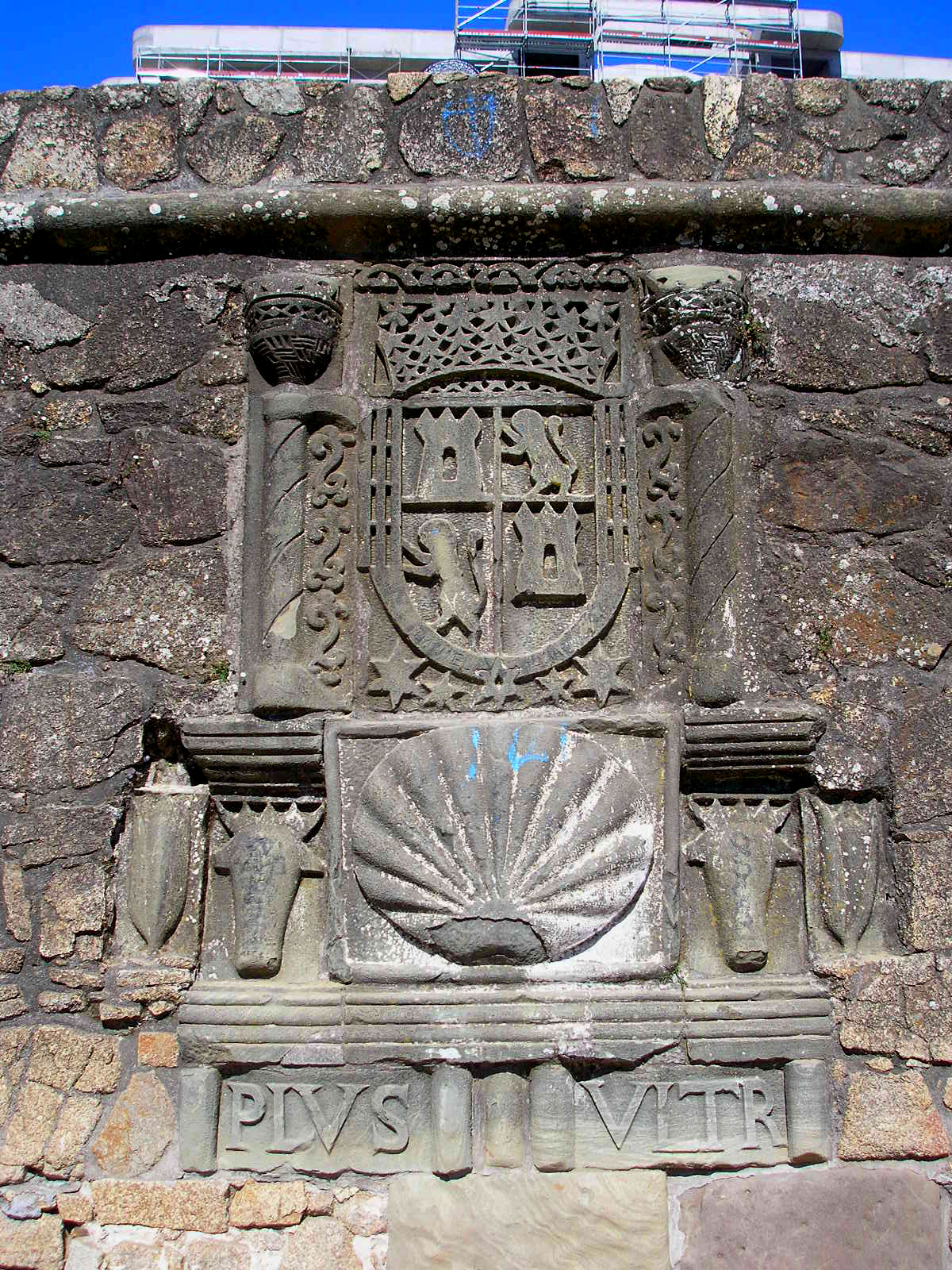
Detalle del escudo de armas del gobernador José de Garro.
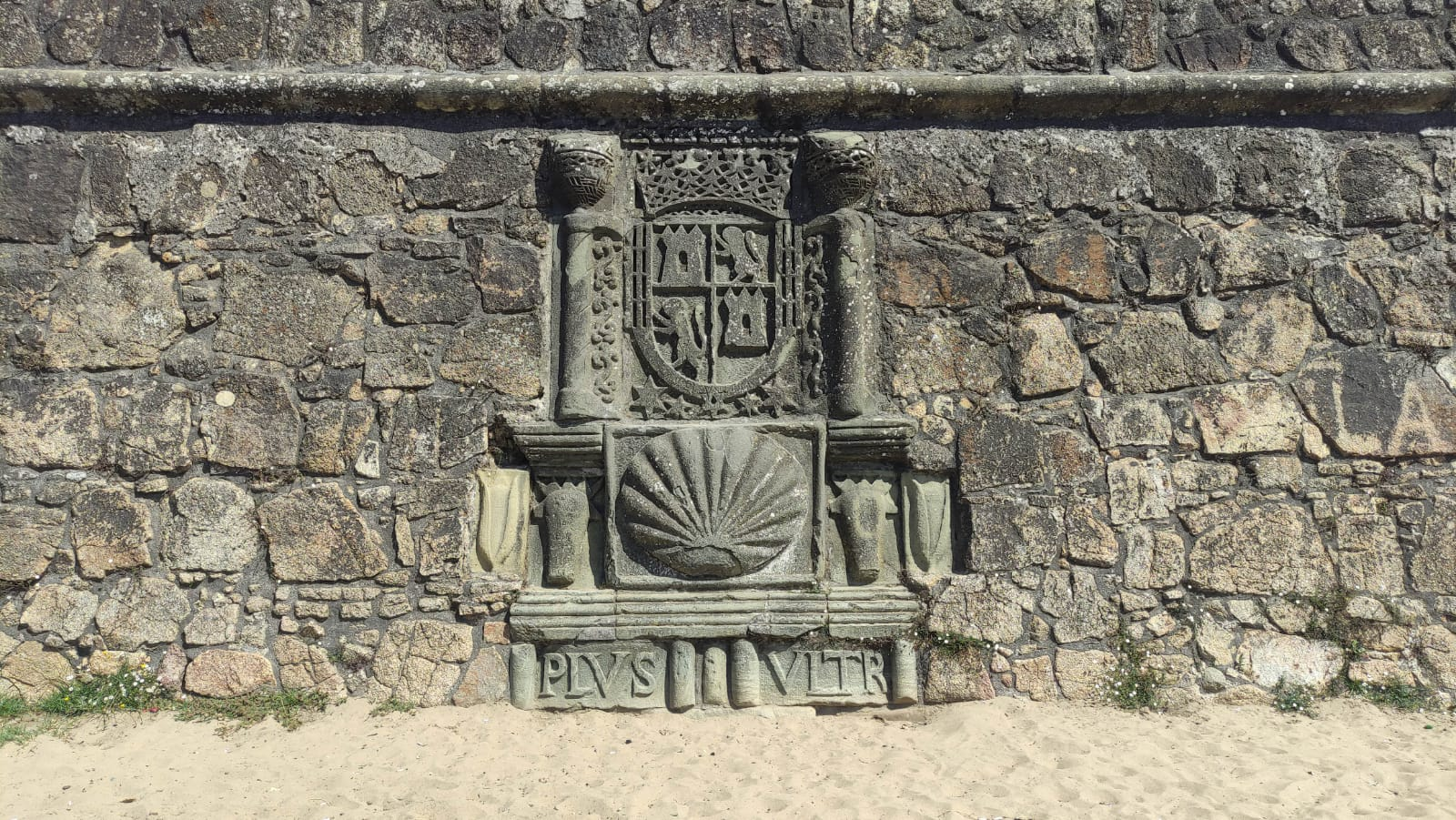
El escudo en 2022, con la base enterrada tras el terremoto de Chile de 2010.
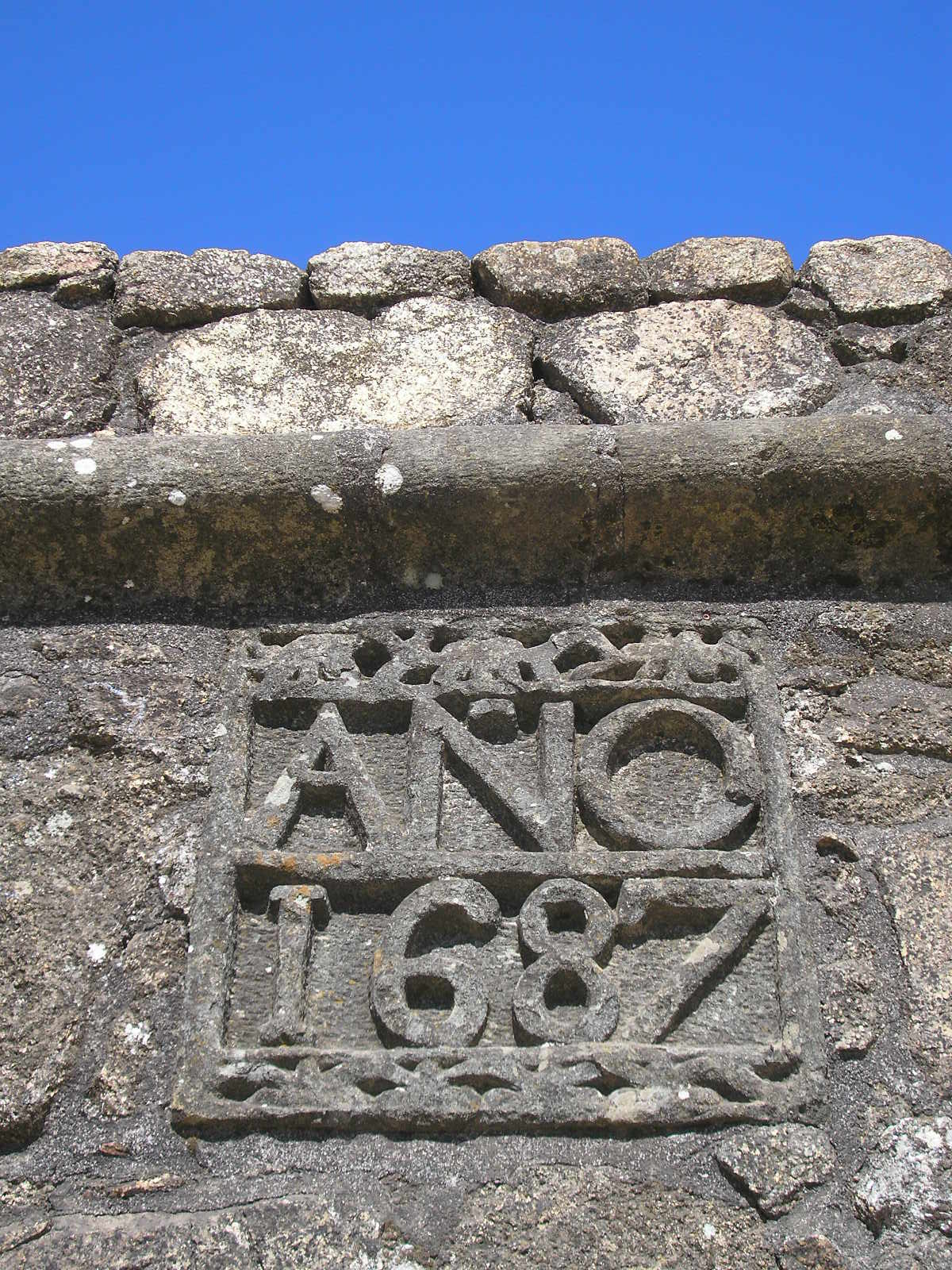
Detalle del año de construcción del fuerte.
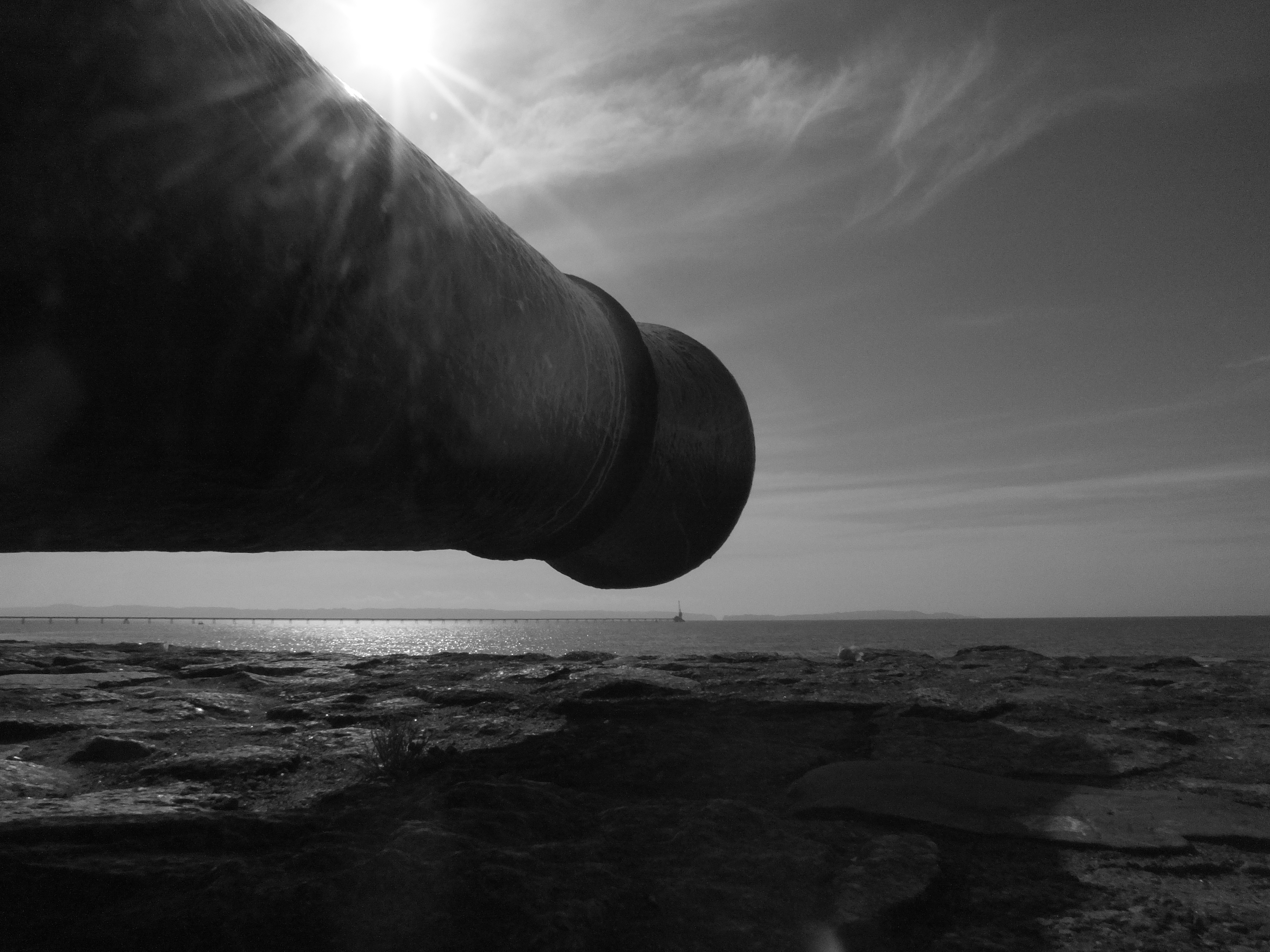
Cañón del fuerte apuntando hacia la playa.